# Solieria obscuripes
Solieria obscuripes là một loài ruồi trong họ Tachinidae.